# Karl Baumgarten
Karl Baumgarten (ur. 31 grudnia 1914 w Berlinie, zm. w 2001) – holenderski lekkoatleta, sprinter, wicemistrz Europy z 1938.

## Życiorys
Urodził się w niemieckiej rodzinie. Jego ojciec Hermann Baumgarten był Żydem pochodzącym z Frankfurtu nad Odrą, a matka Stefanie z d. Metzger była ewangeliczką z Wiednia. Rodzina Baumgartenów z Karlem i jego młodszym bratem Heinzem (który również został znanym lekkoatletą) przyjechała do Hagi w 1916. W 1923 powrócili na pięć lat do Niemiec, a od 1928 mieszkali na stałe w Holandii.
Bracia Baumgarten zaczęli uprawiać lekkoatletykę w 1935. Karl był kandydatem do startu w igrzyskach olimpijskich w 1936 w Berlinie, lecz na przeszkodzie stanął brak holenderskiego obywatelstwa. Starania o nadanie obu braciom obywatelstwa Holandii rozpoczęły się w 1937. Karl uzyskał je pod koniec 1939, a proces nadawania go Heinzowi został przerwany przez agresję Niemiec na Holandię (uzyskał je dopiero po zakończeniu II wojny światowej). Jednak już od 1938 obaj bracia mogli występować jako reprezentanci Holandii w oficjalnych zawodach.
Karl Baumgarten zdobył srebrny medal w biegu na 400 metrów na mistrzostwach Europy w 1938 w Paryżu, przegrywając jedynie z Godfreyem Brownem z Wielkiej Brytanii, a wyprzedzając Ericha Linnhoffa z Niemiec.
W 1938 i 1939 był mistrzem Holandii w biegu na 400 metrów.
Był czterokrotnym rekordzistą Holandii w biegu na 400 metrów do czasu 48,0 s  uzyskanego 21 sierpnia 1938 w Rotterdamie oraz dwukrotnym w sztafecie 4 × 400 metrów do wyniku 3:21,8 osiągniętego 12 września 1938 w Amsterdamie.